# جهان داستانی هری پاتر

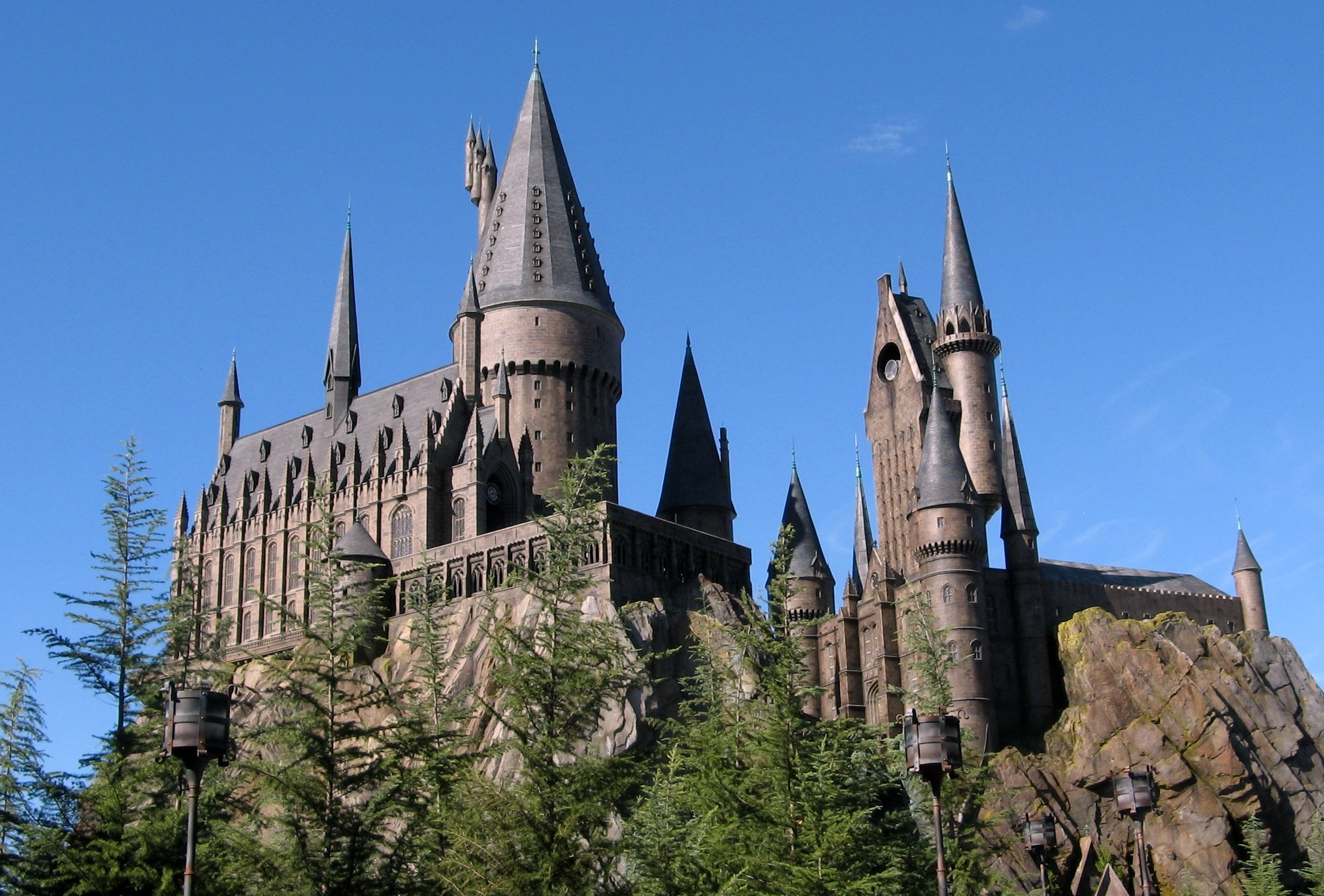
توضیحات:قلعه هاگوارتز در دنیای جادوگرانه هری پاتر، جزیره ای از جزایر ماجراجویی در استراحتگاه جهانی اورلاندو

جهان داستانی مجموعه رمان‌های هری پاتر شامل دو جامعه متمایز است: «دنیای جادوگری» و «دنیای ماگل». اصطلاح «جهان ماگل» به جامعه‌ای اطلاق می‌شود که افراد غیر جادویی در آن زندگی می‌کنند («ماگل»)، در حالی که اصطلاح «جهان جادوگر» به جامعه‌ای از جادوگران اطلاق می‌شود که به موازات ماگل‌ها زندگی می‌کنند. دنیای جادوگری به عنوان جامعه ای پوشیده توصیف می شود که در آن جادو معمولاً مورد استفاده و تمرین قرار می گیرد. جادوگران در انزوای خود اجباری زندگی می کنند و توانایی های خود را از ماگل ها پنهان می کنند.

## مَشَنگ‌زاده
مَشَنگ‌زاده (در انگلیسی: muggle-born) نام یکی از تبارها در مجموعه داستان‌های هری پاتر نوشته جی کی رولینگ انگلیسی است. مشنگ‌زاده به معنای نبودن از تبار جادوگری است. در مدرسهٔ علوم و فنون جادوگری هاگوارتز و در دنیای جادوگری چهار تبار وجود دارد.
- جادوگر: فردی جادوگر است که هم پدر و هم مادر او جادوگر باشند.
- مشنگ‌زاده: کسی که پدر و مادرش جادوگر نیستند ولی خودش جادوگر است.
- فشفشه: کسی که پدر و مادرش جادوگر هستند ولی خود او جادوگر نیست. (البته فشفشه ها نمی‌توانند در هاگوارتز تحصیل کنند و بیشتر اوقات از دنیای جادوگری طرد می شوند)
- دورگه: دورگه‌ها از دسته جادوگرانی‌اند که فقط یکی از والدین آن‌ها جادوگر است و دیگری فاقد استعداد جادوگری است.

## طفره‌زن
طفره زن(به انگلیسی: The Quibbler) عنوان یک مجلّهٔ جادویی در سری داستان‌های هری پاتر است.
همان‌طور که جی. کی. رولینگ در مجموعهٔ هری پاتر نوشته‌است، این ماهنامه به سردبیری زنوفیلیوس لاوگود پدر لونا لاوگود همکلاس هری پاتر در مدرسه هاگوارتز اداره می‌شود.
طبق داستان‌های هری پاتر در طفره زن با استفاده از جادو از عکس‌های متحرک و خبرهای جادویی منتشر می‌شود. همچنین طفره زن در سال پنجم بعد از ورود هری پاتر به مدرسه هاگوارتز جهت حمایت از او مصاحبه‌ای به واسته ریتا اسکیتر خبرنگار روزنامه پیام امروز ترتیب می‌دهد. مجلهٔ طفره زن به دلیل مصاحبه با هری پاتر در سال پنجم تحصیلی یعنی زمانی که وزارت خانه به مخالفت با او برخاست جنبهٔ رسانهٔ حامی وی را گرفت و نهایتاً به دلیل همین حمایت‌ها از هری پاتر دختر لاوگود در کتاب هفتم گروگان گرفته می‌شود و از او خواسته می‌شود در ازای لونا هری را لو دهد.

## خانواده بلک
خانواده بلک یکی از مهم‌ترین خانواده‌های جادوگر در سری داستان‌های هری پاتر نوشته جی کی رولینگ می‌باشد.

### فینیاس نایجلوس
فینیاس نایجلوس قدیمی‌ترین نسل خانواده بلک است که کم شهرت‌ترین مدیر مدرسه جادوگری هاگوارتز بود. وی پنج فرزند داشت .

از میان فرزندان فینیاس نایجلوس، فینیاس بلک کسی بود که با یک فرد غیر جادوگر (مشنگ یا ماگل) ازدواج کرد و به همین دلیل نامش از شجره‌نامه حذف شد.

بلوینا، دختر دیگر فینیاس نایجلوس با هربرت بورکز ازدواج کرد و سه فرزند به دنیا آورد.

## خانواده‌های وابسته به سیریوس و کیگانوس بلک
در شجرنامه زیر خانواده‌هایی که به سیریوس و کیگانوس ( فرزندان فینیاس نیگولاس) وابسته اند آمده است.

### خاندان بلک
یکی از اصیل‌ترین رشته‌های خانوادگی بلک رشته ایست که از سیریوس بلک پسر فینیاس نایجلوس نشات گرفته و سرانجام با ازدواج اوریون بلک با ولبورگ بلک و به دنیا آمدن سیریوس بلک و ریگولاس بلک پایان می‌یابد.

این رشته در هیچ کجای خود هیچ فرد دورگه‌ای ندارد و تمام وصلت‌ها میان خانواده‌های جادوگر بوده است.

### فرزندان پولاکس بلک
پولاکس بلک که فرزند کیگانوس بلک و ویلت بولسترود بود که دو فرزند به نام‌های ولبورگ و کیگانوس بلک داشت. ولبورگ پس از ازدواج با نوه عموی پدر خود یعنی اوریون بلک دو پسر پیدا کرد. کیگانوس سه دختر به نام‌های بلاتریکس، نارسیسا و آندرومدا داشت، بلاتریکس بعد از ازدواج با رودولفوس لسترنج به مرگ خواران پیوست. نارسیسا بلک با لوسیوس مالفوی وصلت کرد، نام فرزند آن‌ها دراکو بود. و آندرو مدا بلک|آندرومدا با فردی مشنگ زاده به نام تد تانکس ازدواج کرد و به همین دلیل از خانواده طرد شد! آن‌ها فرزندی به نام نیمفادورا تانکس به دنیا آوردند.

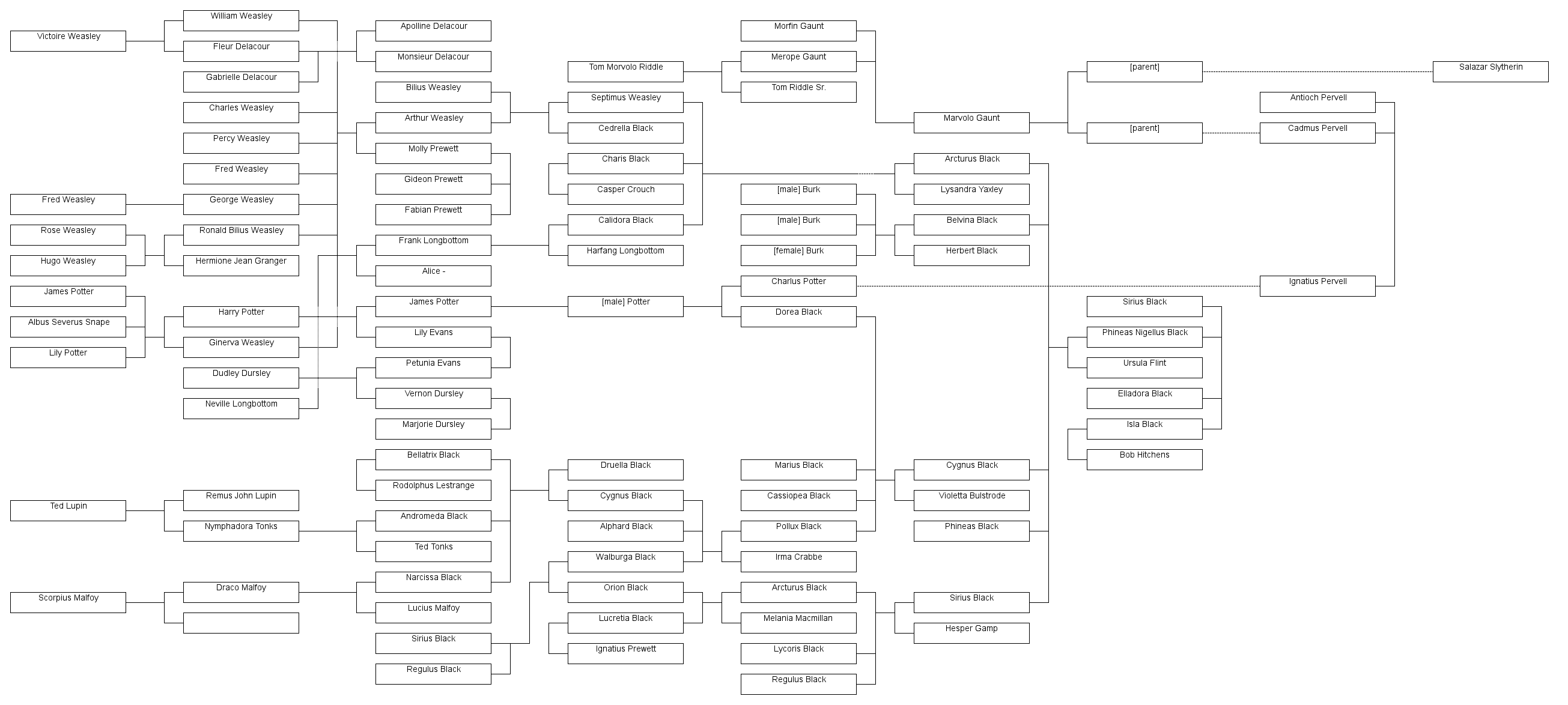

ولبورگ بلک یا ولبورگا بلک شخصیت تخیلی داستان‌های هری پاتر اثر جی کی رولینگ است!
او مدیر خانواده بلک است و مادر سیریوس بلک می‌باشد. نام او احتمالاً از کلیسای مقدس کاتولیک ولپورگا و روز ضیافت مقدس، شب ولپورگیس (welpurgis night)، مربوط می‌شود. بر خلاف اکثر اعضای دیگر خانواده بلک نام او مربوط به ستارگان یا صوّر فلکی نمی‌باشد.
اوریون بلک (به انگلیسی: Orion black)) یکی از شخصیت‌های سری داستان‌های هری پاتر نوشته جی کی رولینگ می‌باشد.
از او تنها در شجره‌نامه خاندان بلک که در سال ۲۰۰۶ توسط جی کی رولینگ نوشته شد یاد شده‌است.

او در سال ۱۹۲۹ از آرکچروس بلک و ملینیا مک‌میلان به دنیا آمد، او خواهر بزرگی به نام لاکرتیا بلک داشت! او سر انجام با ولبورگ بلک ازدواج کرد و دو پسر به نام‌های سیریوس بلک و ریگولاس بلک را صاحب شد.
برای اطلاعات بیشتر به شجرنامه خانواده بلک مراجعه کنید.
کیگانوس بلک (به انگلیسی: Cygnus Black) شخصیتی است که از او در دست نوشته جی کی رولینگ با عنوان شجره نامه خاندان بلک نام برده شده است.
وی پدر بلاتریکس لسترنج، شخصیت داستان‌های هری پاتر و فرزند پولاکس بلک و ایرما کراب است. او پس از ازدواجش با درولا رویسر سه دختر به نام‌های بلاتریکس، آندومدا و نارسیسا را صاحب شد.
- سایت رسمی فرهنگ نامه هری پاتر

### پاترها
دختر کیگانوس یعنی دوریا بلک با کارلوس پاتر ازدواج کرد ... وی فرزندی به نام جیمز به دنیا آورد. جیمز پاتر فردی بود که بعدها با لیلی اوانز عروسی کرده و صاحب پسری به نام هری شد.

## دیگر فامیل‌های وابسته
دیگر فامیل‌های وابسته از نسل آرکتوروس بلک می‌باشند.

### کراوچ و ویزلی
بعد از ازدواج کاریس بلک، دختر آرکتوروس بلک با کاسپر کراوچ سه فرزند به دنیا آمد که یکی از آن‌ها پسر بود و نسل کراوچ‌ها را ادامه داد.
ویزلی‌ها ار نسل سدرلا بلک، دختر عاق شده آؤکتوروس بلک هستند ... آن‌ها جزء تنها خانواده‌های اصیل ولی فقیرجادوگری می‌باشند!

### لانگ باتم‌ها
لانگ باتم‌ها ثمره ازدواج کالیدورا بلک با هارفنگ لانگ‌باتم هستند که آخرین نسل آن‌ها نویل لانگ‌باتم است.